# Сейревілл (Нью-Джерсі)
Сейревілл (англ. Sayreville) — місто (англ. borough) в США, в окрузі Міддлсекс штату Нью-Джерсі. Населення — 45 345 осіб (2020).

## Географія
Сейревілл розташований за координатами 40°28′2″ пн. ш. 74°19′10″ зх. д. / 40.46722° пн. ш. 74.31944° зх. д. (40.467357, -74.319350).  За даними Бюро перепису населення США в 2010 році місто мало площу 48,44 км², з яких 41,03 км² — суходіл та 7,41 км² — водойми.

## Демографія
Згідно з переписом 2010 року, у селищі мешкали 42 704 особи в 15 636 домогосподарствах у складі 11 411 родини. Було 16393 помешкання
Расовий склад населення:
| - 67,0 % — білих - 16,1 % — азіатів - 10,7 % — чорних або афроамериканців - 0,2 % — корінних американців - 3,5 % — осіб інших рас |

До двох чи більше рас належало 2,4 %. Частка іспаномовних становила 12,3 % від усіх жителів.
За віковим діапазоном населення розподілялося таким чином: 22,6 % — особи молодші 18 років, 65,3 % — особи у віці 18—64 років, 12,1 % — особи у віці 65 років та старші. Медіана віку мешканця становила 38,6 року. На 100 осіб жіночої статі у селищі припадало 95,2 чоловіків;  на 100 жінок у віці від 18 років та старших — 92,4 чоловіків також старших 18 років.
Середній дохід на одне домашнє господарство  становив 93 043 долари США (медіана — 80 386), а середній дохід на одну сім'ю — 104 544 долари (медіана — 91 138). Медіана доходів становила 64 064 долари для чоловіків та 54 976 доларів для жінок. За межею бідності перебувало 6,6 % осіб, у тому числі 8,5 % дітей у віці до 18 років та 6,7 % осіб у віці 65 років та старших.
Цивільне працевлаштоване населення становило 22 347 осіб. Основні галузі зайнятості: освіта, охорона здоров'я та соціальна допомога — 24,1 %, науковці, спеціалісти, менеджери — 13,9 %, роздрібна торгівля — 11,0 %, фінанси, страхування та нерухомість — 9,9 %.